# Obrazový snímač

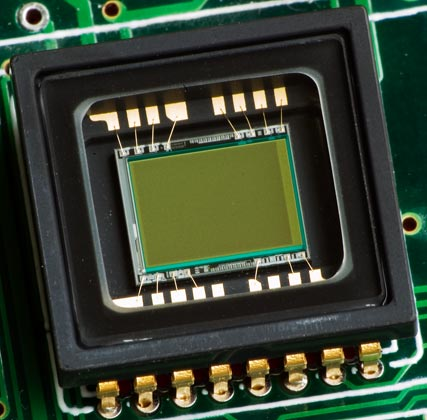
Obrazový snímač CCD v digitálním fotoaparátu

Obrazový snímač je elektronická součástka sloužící k přeměně optického obrazu na elektrický signál. Tvoří základní snímací prvek v televizních kamerách, videokamerách, digitálních fotoaparátech a dalších zařízeních pro elektronický přenos, zpracování nebo uchování obrazu.

## Princip činnosti
Základním světlocitlivým elementem obrazového snímače je u moderních obrazových snímačů křemíková fotodioda. Ta je tvořena stykem dvou polovodičů různých elektrických vlastností (přechod PN). Na tuto fotodiodu je přivedeno vhodně polarizované elektrické napětí. Vnikají-li do prostoru polovodičového přechodu fotodiody fotony, přemění se tyto vlivem procházejícího napětí na elektrony.
Tyto elektrony se pak hromadí na kladné elektrodě fotodiody a vytvářejí na ní elektrický náboj úměrný počtu dopadnuvších fotonů, a tedy intenzitě osvětlení fotodiody. Změřením elektrického náboje na fotodiodě lze tak určit, kolik světla dopadlo na danou fotodiodu.
Rozmístěním většího množství malých fotodiod do plochy obrazového snímače lze obraz objektivem promítnutý na snímač rozložit na jednotlivé body a z každé fotodiody získat signál obsahující jasovou informaci z daného bodu snímaného obrazu.
Takto získané jasové informace z jednotlivých bodů snímaného obrazu lze pak dále přenášet, zpracovávat a ukládat.
Dřívějším, dnes již překonaným, vývojovým stádiem obrazového snímače byly snímací elektronky, užívané v televizních kamerách od počátků plně elektronické televize. V televizní technice se udržely cca do konce 80. let 20. století, dnes se již pro četné nevýhody nepoužívají a byly vytlačeny polovodičovými snímači.

## CCD a CMOS
Novodobé obrazové snímače jsou založeny na principu světlocitlivosti polovodičů (jejich schopnosti přeměňovat dopadající světlo (tedy fotony) na elektrický náboj. V současnosti jsou nejrozšířenější polovodičové snímače na principu nábojově vázaných prvků (CCD), nebo unipolárních tranzistorů (CMOS). Světlocitlivým prvkem poskytujicím elektrický signál je v obou případech křemíková fotodioda, oba systémy se ale liší ve způsobu přenosu signálu směrem ven ze snímače.